# Martin-chasseur de Caroline
Tanysiptera carolinae
Espèce
Statut de conservation UICN

 NT  : Quasi menacé
Le Martin-chasseur de Caroline (Tanysiptera carolinae) est une espèce d'oiseau de la famille des Alcedinidae, endémique de l'île de Numfor (330 km²) dans la baie de Cenderawasih, en Nouvelle-Guinée occidentale.